# Donglin (socken i Kina)
Donglin (kinesiska: 东林乡, 东林) är en socken i Kina. Den ligger i provinsen Sichuan, i den sydvästra delen av landet, omkring 350 kilometer öster om provinshuvudstaden Chengdu.
Genomsnittlig årsnederbörd är 1 751 millimeter. Den regnigaste månaden är september, med i genomsnitt 350 mm nederbörd, och den torraste är december, med 13 mm nederbörd.